# Ninja (Computerspiel)
Ninja ist ein Beat-’em-up-Computerspiel, das 1986 vom Unternehmen Sculptured Software für den Commodore 64 entwickelt wurde (in Europa vom Unternehmen Mastertronic veröffentlicht).

## Beschreibung
Das Spiel besteht aus einer Abfolge von Kämpfen, in denen der Spieler ein Ninja ist. Seine Aufgabe ist es, durch das Spielfeld zu gehen und alle Gegner auf seinem Weg zu töten. Er kann verschiedene Gegenstände (Dolch, Wurfstern) aufnehmen und damit die Gegner ausschalten. Der Wechsel der Level kann seitlich erfolgen, der Spieler kann aber auch durch ein schwarzes Loch am Boden oder der Decke zu einem anderen Level wechseln.
Im Spiel muss man Items (grüne, kleine Lampen, im Spiel Idols genannt) sammeln, welche am Boden liegen. Wenn man alle Items aufgesammelt hat, hat man das Spiel gewonnen.

## Portierungen
Das Spiel wurde für die folgenden Systeme veröffentlicht: Amiga, Amstrad CPC, Arcade, Atari 8-bit, Atari ST, Commodore 64 und ZX Spectrum. Die Portierungen für den Amiga und den Atari ST im Jahr 1987 erschienen unter dem Titel Ninja Mission.